# Circuito Internazionale ePrix di Giacarta
Il Circuito internazionale ePrix di Giacarta è un circuito cittadino situato nell'omonima città. La prima gara su questa pista si disputò il 4 giugno 2022 valida per la stagione di Formula E 2021-2022.

## Il tracciato
La pista si compone di 18 curve, molto differenziate tra loro interrotte da 2 allunghi su uno dei quali è situata la griglia di partenza. Rispetto ai circuiti visti fino a quel momento si presentava come più larga e veloce.